# 达克斯兰登
达克斯兰登是德国巴登-符腾堡州卡尔斯鲁厄的一个区，位于卡尔斯鲁厄市中心以西，莱茵河支流阿尔布河河畔附近，有约 12,000 名居民。
当地居民有着“Schlaucher”的昵称 。根据当地方言，达克斯兰登 (Daxlanden) 的发音为Daxlanne 。

## 历史
1261年，达克斯兰登首次在教皇文件中被提及（被称为“villa daslar”）。然而有资料表明其历史可能更加久远。
1396年，阿本磨坊首次被提及，当时它作为赠与被确认给巴登（今天的巴登-巴登）的一家医院。磨坊直至18世纪都一直归医院所有，并作为周边村庄的专用磨坊。
约1463 年，达克斯兰登获得了自己的教区——此前它属于福希海姆（Forchheim）教会管辖。1535年巴登侯国分裂，达克斯兰登归巴登-巴登管辖，随后归属埃特林根。1579年，达克斯兰登附近的戈尔德格伦德 （Goldgrund）的淘金业达到鼎盛，后逐渐消退。
1651年3月6日，莱茵河大坝的溃坝导致严重的洪灾。达克斯兰登700英亩农田、20栋房屋以及一座教堂被洪水摧毁，整个小镇面临巨大危险。为躲避水患，小镇后于河岸高地上重建。
阿本磨坊在三十年战争中被毁，于1665年重建。
1689年，在普法尔茨继承战争中，该镇、阿本磨坊以及周围的村庄和城镇被法国国王路易十四的军队摧毁。
1819年至 1821年间，约翰·戈特弗里德·图拉计划了莱茵河治水工程（Rheinkorrektion），达克斯兰登参与其中。该镇的港口职能随后被马克萨乌（Maxau）取代。治水工程的实施为达克斯兰登创造了1700英亩耕地
1894 年，卡尔斯鲁厄市购买了达克斯兰区的阿本磨坊，小镇从此成为卡市居民的独家目的地。1895 年，磨坊建筑发生火灾，同年重建。
1901年米尔堡（Mühlburg）的莱茵港开通为当地带来了工业区，小镇职能因此从种植业、农业转变为工人的居住区
1910 年1月1日，达克斯兰登并入卡尔斯鲁厄市。

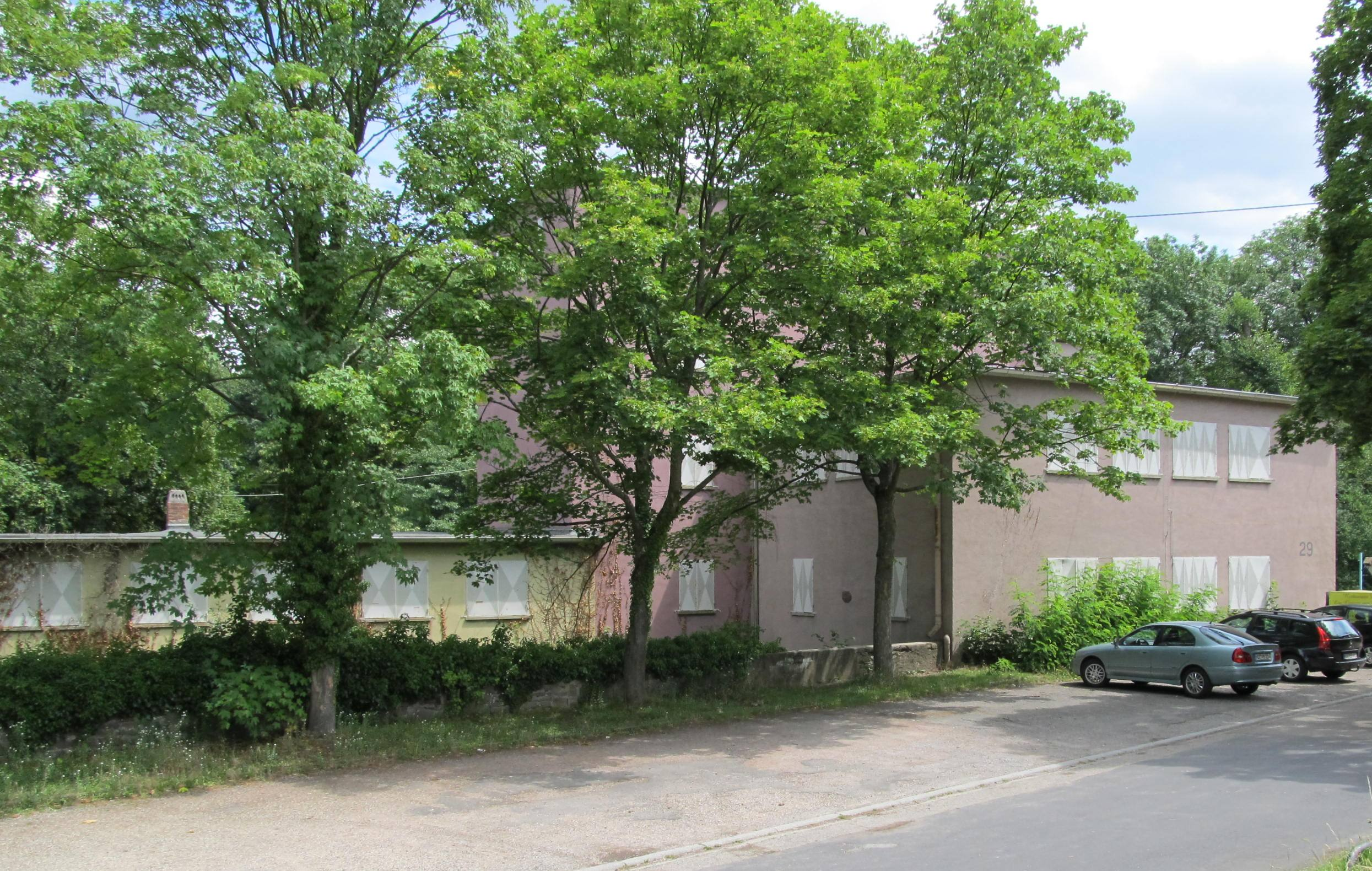
阿本磨坊（2011 年），曾经是一座磨坊，现在是一座发电厂

## 特殊建筑
卡尔斯鲁厄莱茵港蒸汽发电厂（Rheinhafen-Dampfkraftwerk Karlsruhe）
阿本磨坊：于第二次世界大战中被摧毁，经过战后重建和改造，现在用作水力发电。附近阿本磨坊堡（一座防空洞，建于 1942/43 年，用于保护当地居民，现在被乐队用作排练室）

## 俱乐部文化
埃米尔·库特勒（Emil Kutterer）和奥古斯特·克林格勒（August Klingler）:前德国国家男子足球队队员，曾效力于达克斯兰登1912足球俱乐部。
莱茵兄弟卡尔斯鲁厄队：曾在2007 年皮划艇世界锦标赛上赢得了七枚奖牌。他们的船库位于达克斯兰登的拉彭沃特岛（Rappenwört）。

## 交通
有轨电车3号线和 S2 号线。

## 网络链接
- Daxlanden im Stadtwiki Karlsruhe
- Stadtteilchronik Daxlanden
- Geschichte von Daxlanden